# Little Bird (Annie Lennox)
Little bird è il quinto singolo estratto da Diva, primo album da solista della cantautrice britannica Annie Lennox.
Il singolo dalle sonorità pop-dance è stato scritto da Annie Lennox e prodotto da Stephen Lipson ed è stato pubblicato nel periodo in cui Annie Lennox era in attesa della seconda figlia. Insieme a Little Bird compare anche un altro brano, ovvero Love Song for a Vampire, uscito anche come singolo a sé.
La canzone fa parte della colonna sonora del film Striptease del 1996 ed è stato utilizzato nella scena in cui Demi Moore balla e canta la canzone davanti a uno specchio subito dopo essere uscita dalla doccia.
Raggiunse il 3º posto della classifica dei singoli in Regno Unito ed è incluso nella prima raccolta di Annie Lennox, The Annie Lennox Collection, pubblicata nel 2009.
Nel 2012 Annie ha presentato la traccia durante i giochi Olimpici di Londra accompagnata da una possente e originale scenografia.

## Videoclip
Nel videoclip Annie Lennox, visibilmente in attesa, canta attorniata da alcuni personaggi dei suoi precedenti videoclip interpretati da alcuni suoi sosia. Il look della Lennox nel videoclip ricorda vagamente quello di Liza Minnelli in Cabaret.

## Tracce

### CD Stati Uniti
1. Little Bird (Edit) – 4:32
2. Love Song for a Vampire (colonna sonora del film Dracula di Bram Stoker) – 4:16
3. Why – 5:04
4. The Gift – 4:36
5. You Have Placed a Chill in My Heart – 4:06

### CD Regno Unito
1. Little Bird (Edit) – 4:39
2. Love Song for a Vampire (colonna sonora del film Dracula di Bram Stoker) – 4:16
3. Little Bird (Utah Saints Version)
4. Little Bird (N'Joi Version) – 4:46

### 33 giri
1. Little Bird (House of Gypsies Version) – 6:59
2. Little Bird (House of Gypsies Radio Version) – 4:18
3. Little Bird (House of Annie) – 4:19
4. Little Bird (Single Version) – 4:32
5. Little Bird (Utah Saints Version) – 6:38
6. Little Bird (N'Joi Version) – 4:52

## Classifiche
| Classifica                                  | Posizione massima |
| ------------------------------------------- | ----------------- |
| Classifica dance di Billboard (Stati Uniti) | 1                 |
| Classifica generale singoli (Stati Uniti)   | 3                 |
| Irlanda                                     | 3                 |
| Canada                                      | 7                 |
| Italia                                      | 7                 |
| Francia                                     | 10                |
| Germania                                    | 29                |
| Svizzera                                    | 34                |
| Australia                                   | 38                |
| U.S. Classifica generale di Billboard       | 49                |